# شهرستان میگس (تنسی)
شهرستان میگس، تنسی (به انگلیسی: Meigs County, Tennessee) یک سکونتگاه مسکونی در ایالات متحده آمریکا است که در تنسی واقع شده‌است.

## خصوصیات
شهرستان میگس ۵۶۱ کیلومترمربع مساحت دارد.